# El peu del diable
El peu del diable (anglès: The Adventure of the Devil's Foot), de 1910, és un dels 56 contes de Sherlock Holmes escrits per Sir Arthur Conan Doyle. És un dels vuit contes del cicle recollits com El darrer cop d'arquet.
Doyle va classificar "The Adventure of the Devil's Foot" novè a la seva llista de les seves dotze històries preferides de Holmes.

## Resum de la trama
Sherlock Holmes i el doctor Watson es troben a Poldhu a Cornualla una primavera per la salut del primer. Les vacances s'acaben quan el vicari local Mr. Roundhay i el seu hostal Mortimer Tregennis visiten Holmes, demanant la seva ajuda. La nit anterior, Tregennis havia anat a visitar els seus tres germans, va jugar a whist amb ells, i després va marxar. L'endemà al matí, la mestressa va trobar el trio encara assegut al seu lloc a taula; els germans, George i Owen, s'havien tornat bojos, i la germana, Brenda, estava morta. La mestressa es va desmaiar en entrar a l'habitació; més tard, el metge va ser citat, va tornar amb Tregennis i gairebé es va desmaiar. Tregennis va anar al vicari, que el va portar a Sherlock Holmes. Quan se'ls va preguntar més, Tregennis diu que recorda George mirant per la finestra, i després ell mateix es va girar i va notar algun "moviment" fora. A més, Tregennis va ser una vegada allunyat dels seus germans a causa d'una baralla relacionada amb els diners; tanmateix, insisteix que la baralla es va inventar.
Holmes va a la casa en qüestió i, aparentment descuidadament, dona una puntada de peu a un regador, remullant els peus de tothom. La mestressa diu a Holmes que no va sentir res durant la nit i que la família havia estat especialment feliç i pròspera darrerament. Holmes també observa les restes d'un foc a la llar de foc. Després d'haver obtingut la petjada de Mortimer a l'incident del regador, Holmes confirma la seva història sobre marxar immediatament a buscar el vicari. Tanmateix, no hi ha indicis de cap intrús; el llit de flors sota la finestra, on Tregennis va afirmar veure alguna cosa en moviment, no es molesta. Holmes creu que no hi ha influència sobrenatural, però admet que no hi ha pistes reals que suggereixin com un ésser natural podria espantar a tres persones fins a la bogeria o la mort.
Mentre Holmes encara reflexiona sobre el problema, el doctor Leon Sterndale, un famós caçador-explorador i cosí dels Tregennis, avorta la seva embarcació des de Plymouth després que el vicari li enviï la tràgica notícia. Li pregunta a Holmes quines són les seves sospites, i està disgustat quan Holmes no les expressa. Després que Sterndale se'n va, Holmes el segueix discretament, tornant més tard aquella nit.
L'endemà, el vicari arriba espantat i li informa a Holmes que Mortimer Tregennis ha mort de la mateixa manera que la seva germana. Els dos homes, juntament amb Watson, corren a l'habitació de Mortimer, i la troben bruta i atapeïda, tot i que la finestra s'ha obert; el criat que la va obrir ara està malalt. Hi ha un llum encès, i fumant, a la taula al costat del mort. Holmes troba grava a l'ampit d'una finestra de dalt; també treu algunes cendres del llum i les posa en un sobre, abans que la policia arribi i exigeixi a Holmes i Watson que els deixin la investigació.
Holmes dedueix que un verí, activat per la combustió i que afecta les funcions cognitives, és l'arma homicida; hi havia focs a les dues sales d'assassinat, i la gent que hi entrava es va sentir malament o es va desmaiar, cosa que suggereix a més una atmosfera enverinada. Posa a prova la seva hipòtesi comprant una làmpada com la de l'habitació de Tregennis, encenent-la i posant algunes de les "cendres" recollides al protector de fum. El fum d'aquesta pols és un verí tan potent que Holmes és abatut immediatament. Watson és capaç de resistir i arrossega a Holmes fora de l'habitació just a temps.
Un cop recuperat, Holmes explica que Mortimer Tregennis és l'únic que podria ser culpable del primer crim. A partir de les petjades, la grava a l'ampit de la finestra i altres pistes, Holmes dedueix encara més que el doctor Sterndale va ser l'assassí de Mortimer. El doctor Sterndale arriba en resposta a la citació de Holmes i confessa; va utilitzar la grava per despertar a Mortimer, el va subjectar a punta de pistola i el va obligar a respirar el verí. Prové d'una planta anomenada Radix pedis diaboli ("arrel de peu de diable" en llatí); quan es pols i es crema, la planta és extremadament tòxica, provocant bogeria o la mort. Sterndale una vegada va descriure la pólvora a Mortimer Treginnis, que més tard va robar una part de la col·lecció de curiositats africanes de Sterndale i després va assassinar els seus germans llançant-la al foc just abans de marxar. Mortimer havia esperat que Sterndale estigués al mar abans que les notícies arribessin a Plymouth, però els símptomes de les víctimes, descrits en el telegrama del vicari, van mostrar que Sterndale havia utilitzat el seu verí. Tement que un jurat rural mai es creuria una història tan fantàstica, Sterndale va "executar" el mateix Mortimer.
El motiu del crim rau en el fet que Sterndale estava apassionadament enamorat de Brenda Tregennis; tanmateix, no s'havia pogut casar amb ella, perquè la seva primera dona el va deixar i el tribunal es va negar a concedir-li el divorci. Les simpaties d'Holmes en aquest assumpte es troben amb Sterndale, i ell li diu que torni a la seva feina a l'Àfrica i no torni mai més.

## Historial de publicacions
"The Adventure of the Devil's Foot" es va publicar per primera vegada al Regne Unit a The Strand Magazine el desembre de 1910. Es va publicar per primera vegada als Estats Units a l'edició nord-americana de The Strand al gener i febrer de 1911. La història es va publicar amb set il·lustracions de Gilbert Holiday al Strand, i amb vuit il·lustracions a l'edició nord-americana de The Strand. Es necessitava una il·lustració addicional per a la publicació de la història en dues parts. La història es va incloure a la col·lecció de contes El darrer cop d'arquet, que es va publicar al Regne Unit i als Estats Units l'octubre de 1917.

## Adaptacions

### Cinema i televisió
"The Devil's Foot" va servir de base per a un curtmetratge de 1921 protagonitzat per Eille Norwood com Sherlock Holmes i Hubert Willis com el Dr. Watson.
Va ser adaptat com a episodi de la sèrie de televisió de 1965 Sherlock Holmes protagonitzada per Douglas Wilmer (amb Nigel Stock com el Dr Watson i Patrick Troughton com Mortimer Tregennis).
La història va ser adaptada com a episodi de 1988 de The Return of Sherlock Holmes protagonitzada per Jeremy Brett com Holmes i Edward Hardwicke com Watson.
El primer episodi de la sèrie de HBO Àsia/Hulu Miss Sherlock té una pastilla-bomba digerible anomenada Devil's Foot.

### Ràdio
La història va ser dramatitzada per Edith Meiser com un episodi de la sèrie de ràdio nord-americana  The Adventures of Sherlock Holmes. L'episodi es va emetre el 8 d'octubre de 1931, amb Richard Gordon com Sherlock Holmes i Leigh Lovell com el Dr. Watson. Altres episodis adaptats de la història es van emetre el 17 de febrer de 1935 (amb Louis Hector com a Holmes i Lovell com a Watson) i el 30 de maig de 1936 (amb Gordon com a Holmes i Harry West com a Watson).
Meiser també va adaptar la història com a episodi de la sèrie de ràdio nord-americana The New Adventures of Sherlock Holmes que es va emetre el 30 d'octubre de 1939. Altres dramatitzacions de la història es van emetre el 21 de maig de 1943 i el 10 de juliol de 1944. Les tres produccions van protagonitzar Basil Rathbone com Holmes i Nigel Bruce com a Watson En una adaptació que es va emetre el 13 de gener de 1947, Tom Conway va interpretar a Holmes amb Bruce com a Watson. Max Ehrlich va adaptar la història com a episodi que es va emetre el 31 de gener de 1949 (amb John Stanley com a Holmes i Wendell Holmes com a Watson).
"The Devil's Foot" va ser adaptat per al BBC Light Programme l'any 1962 per Michael Hardwick, com a part de la sèrie de ràdio de 1952–1969 protagonitzada per Carleton Hobbs com Holmes i Norman Shelley com Watson.
"The Devil's Foot" va ser dramatitzat per a BBC Radio 4 el 1994 per Bert Coules com a part de la sèrie de ràdio 1989-1998 protagonitzada per Clive Merrison com Holmes i Michael Williams com Watson, amb Patrick Allen com Leon Sterndale, Geoffrey Beevers com el reverend Roundhay i Sean Arnold com Mortimer Tregennis.
El 2014, la història es va adaptar a la ràdio com a episodi de The Classic Adventures of Sherlock Holmes, una sèrie del programa de ràdio nord-americà Imagination Theatre, amb John Patrick Lowrie com a Holmes i Lawrence Albert com a Watson.